# Hemilophini
Los hemilofinos (Hemilophini) son una tribu de coleópteros crisomeloideos de la familia Cerambycidae.
Es de distribución neotropical con tres especies que llegan a Norteamérica. Tiene alrededor de 520 especies en 126 géneros.

## Géneros
Incluye los siguientes géneros:
- Abanycha
- Abycendaua
- Acabanga
- Acaiatuca
- Acaiu
- Acapiata
- Acasanga
- Adesmiella
- Adesmoides
- Adesmus
- Alampyris
- Amapanesia
- Apagomera
- Apagomerella
- Apagomerina
- Apeba
- Apebusu
- Apypema
- Arixiuna
- Butocrysa
- Cabreuva
- Cacupira
- Callanga
- Calocosmus
- Camposiellina
- Canarana
- Cariua
- Cathetopteron
- Cendiuna
- Cephalodina
- Chrysaperda
- Cirrhicera
- Clythraschema
- Columbicella
- Corcovado
- Costemilophus
- Cotyabanycha
- Cotyadesmus
- Cotycuara
- Cotysomerida
- Cuicirama
- Cuiciuna
- Dadoychus
- Egalicia
- Endybauna
- Eranina
- Eraninella
- Esamirim
- Essostrutha
- Essostruthella
- Eulachnesia
- Frankluquetia
- Fredlanea
- Gagarinia
- Guayuriba
- Hemierana
- Hemiloapis
- Hemilocrinitus
- Hemilomecopterus
- Hemilophus
- Hilarolea
- Hilaroleopsis
- Iareonycha
- Iarucanga
- Iatuca
- Ibitiruna
- Icaunauna
- Icimauna
- Icupima
- Ipepo
- Iquiara
- Ischnophygas
- Isomerida
- Itaituba
- Ites
- Itumbiara
- Juninia
- Kuatinga
- Kyranycha
- Lamacoscylus
- Lapazina
- Leucophoebe
- Lycaneptia
- Lycidola
- Lycodesmus
- Lycomimus
- Malacoscylus
- Mariliana
- Melzerina
- Mexicoscylus
- Mocoiasura
- Murupeaca
- Neomoema
- Ochromima
- Ocoa
- Oedudes
- Okamira
- Olivensa
- Paleohemilophus
- Parapeba
- Parauna
- Phoebe
- Phoebella
- Phoebemima
- Piampatara
- Piratininga
- Piruanycha
- Porangonycha
- Potiapunga
- Poticuara
- Pseudegalicia
- Purusia
- Purusiella
- Quatiara
- Quirimbaua
- Sibapipunga
- Spathoptera
- Sphallonycha
- Susuanycha
- Sybaguasu
- Tabatinga
- Tetamauara
- Tetanola
- Themistonoe
- Tyrinthia
- Unaporanga
- Woytkowskia
- Zeale